# Microdipoena shenyang
Espèce
Microdipoena shenyang est une espèce d'araignées aranéomorphes de la famille des Mysmenidae.

## Distribution
Cette espèce se rencontre en Chine au Liaoning et en Corée du Sud,.

## Description
La femelle holotype mesure 1,25 mm et le mâle paratype 1,02 mm.

## Systématique et taxinomie
Cette espèce a été décrite par Zhang et Lin en 2023.

## Étymologie
Son nom d'espèce lui a été donné en référence au lieu de sa découverte, Shenyang.

## Publication originale
- Zhang & Lin, 2023 : « Phylogenetic placement of eight poorly known spiders of Microdipoena (Araneae, Mysmenidae), with descriptions of five new species. » ZooKeys, vol. 1175, p. 333-373 (texte intégral).